# A Moreninha (filme de 1970)
A Moreninha é um filme brasileiro de 1970, do gênero romance e musical, dirigido por Glauco Mirko Laurelli, com roteiro baseado no famoso romance homônimo de Joaquim Manuel de Macedo.

## Elenco
- Sônia Braga .... Carolina, a Moreninha
- David Cardoso .... Augusto
- Nilson Condé .... Filipe
- Cláudia Mello .... Clementina
- Roberto Orozco .... Fabrício
- Tony Penteado .... Joaninha
- Carlos Alberto Riccelli .... Leopoldo
- Tereza Teller .... Quiquininha
- Gésio Amadeu .... Rafael
- Vera Manhães .... Paula
- Lúcia Mello .... Violante
- Adolfo Machado .... Kleberc
- Sônia Oiticica .... Donana
- Carlos Alberto .... Tobias
- Neuza Borges .... voz
- Sylvia Massari .... voz
- Agnaldo Rayol .... voz
- Clóvis Trindade .... voz

## Produção
As gravações do filme ocorreram em Paraty, no Rio de Janeiro.

## Enredo
Quatro estudantes de Medicina (Filipe, Leopoldo, Augusto e Fabrício) passam o feriado na casa da avó de Filipe, na ilha de Paquetá. Um deles apostou que se ficasse apaixonado por uma mulher por mais de quinze dias, escreveria um romance contando a história desta paixão. A partir daí, Augusto conhece Carolina (a Moreninha ) por quem se apaixona. O único obstáculo à união dos dois é a promessa de fidelidade feita pelo estudante a uma menina que conhecera na infância e cujo paradeiro e identidade desconhecia. Porém, esse empecilho é resolvido no final do filme, causando surpresa aos tele espectadores e personagens do enredo.

## Trilha Sonora
Trilha sonora original do filme, gravada diretamente do LP de 1971. Long play gravado pela Beverly, em mono. Atualmente o acervo da Beverly está sob guarda da Universal Music.
Lista de faixas
| N.º | Título                        | Música                                      | Duração |  |
| 1.  | "Abertura - Paquetá Paquetá"  | Coro Elenco A Moreninha                     | 02:49   |  |
| 2.  | "Cafuné"                      | Vera Manhães E Gésio Amadeu                 | 03:40   |  |
| 3.  | "Balada Da Moreninha"         | Sônia Braga                                 | 03:26   |  |
| 4.  | "Canção Da Alforria"          | Vera Manhães, Gésio Amadeu E Carlos Alberto | 02:16   |  |
| 5.  | "Marcarei Seu Nome"           | David Cardoso E Sônia Braga                 | 02:28   |  |
| 6.  | "Valsa"                       | Instrumental                                | 02:34   |  |
| 7.  | "Galope"                      | Cláudio Petraglia                           | 03:39   |  |
| 8.  | "Conselhos De Mãe"            | Cláudio Petraglia                           | 04:49   |  |
| 9.  | "Conselhos De Pai"            | Cláudio Petraglia                           | 03:32   |  |
| 10. | "Serenata De Tobias E Rafael" | Cláudio Petraglia                           | 03:59   |  |
| 11. | "Quem Amar Não Sabe"          | Cláudio Petraglia                           | 02:34   |  |
| 12. | "Augusto Tem Outra Mulher"    | Cláudio Petraglia                           | 02:14   |  |
| 13. | "Serenata De Augusto"         | Cláudio Petraglia                           | 04:44   |  |
| 14. | "Final (Paquetá, Paquetá)"    | Cláudio Petraglia                           | 02:33   |  |